# Гръцко консулство в Солун
Гръцкото консулство в Солун (на гръцки: Γενικό Προξενείο της Ελλάδας στη Θεσσαλονίκη) е дипломатическо представителство на Гърция в град Солун, Османската империя, съществувало от 1835 година до 1912 година. Консулството е основен щаб на Гръцката въоръжена пропаганда в Македония в началото на XX век.

## История
Консулството е създадено през 1835 година.
При започването в 1904 година на организираната гръцка въоръжена пропаганда, така наречената в Гърция „Македонска борба“, генералното консулство на Гърция в Солун е превърнато в координационен център. В консулството работят дипломати и специално изпратени офицери, назначени като „писари“. Те поддържат връзки с църковните и просветните ръководители в Македония, както и с нелегалните капитани на чети, действащи срещу българската революционна организация. Генералното консулство в Солун сътрудничи с другите гръцки консулства и подконсулства в Македония, както и с Македонския комитет на Димитриос Калапотакис, който ръководи въоръжените операции от Атина. Основен лидер е Ламброс Коромилас (1856 – 1923), който е генерален консул от май 1904 година до лятото на 1906 година.
Консулството е закрито в 1912 година, когато по време на Балканската война в Солун влизат гръцки части.

## Консули
| Име                     | Име                     | Години               |
| ----------------------- | ----------------------- | -------------------- |
| Теодорос Валянос        | Θεόδωρος Βαλλιάνος      | 1835 – 1841          |
| Панайотис Папанаум      | Παναγιώτης Παπαναούμ    | 1861 – 1862          |
| Константинос Ватикиотис | Κωνσταντίνος Βατικιώτης | 1866 – 1881          |
| Георгиос Докос          | Γεώργιος Δοκός          | 1885 – 1889          |
| Ламброс Коромилас       | Λάμπρος Κορομηλάς       | май 1904 – лято 1906 |